# Adrar (region)
Adrar (arab. آدرار) – jeden z 12 regionów Mauretańskiej Republiki Islamskiej, ze stolicą w Atarze, położony w centralnej części kraju. Od północy graniczy z regionem Tiris Zammur i częściowo z Saharą Zachodnią, od zachodu z regionami Dachlat Nawazibu i Insziri, od południa z regionami At-Tarariza i Takant, od wschodu z Haud asz-Szarki i państwem Mali.

## Walory przyrodnicze i kulturowe
Region Adrar w przeważającej części zajmuje pustynia Sahara. Jest on często odwiedzany przez turystów ze względu na zlokalizowane tu zabytkowe miasta Szinkit (Chinguetti) i Wadan (Ouadane), wpisane na listę światowego dziedzictwa UNESCO. Do przyrodniczych atrakcji turystycznym na obszarze regionu zalicza się formacja geologiczna Kalb ar-Riszat - niedoszły wulkan - ok. 25 km na północny wschód od Wadanu.

## Komunikacja
Przez Adrar przechodzi jedyna w Mauretanii linia kolejowa – kolej mauretańska z Nawazibu do Zuwiratu, pociągi zatrzymują się na stacji w Szum. Ośrodek administracyjny regionu – miasto Atar – połączony jest asfaltową drogą ze stolicą kraju Nawakszutem.

## Historia
W średniowieczu tereny obecnego regionu Adrar znajdowały się na szlaku karawan wiozących towary z Timbuktu w głębi Afryki na wybrzeża Morza Śródziemnego.
Na początku XVIII w. powstał tu emirat założony przez plemiona Aulad Ammani i Aulad Akszar. Czasy świetności emiratu przypadają na wiek XIX, zanim jego potęgę zniszczyli francuscy kolonizatorzy w 1933 r.